# Vénérieu
Vénérieu este o comună în departamentul Isère din sud-estul Franței. În 2009 avea o populație de 575 de locuitori.

## Evoluția populației
| An        | 1975 | 1982 | 1990 | 1999 | 2006 | 2009 |
| --------- | ---- | ---- | ---- | ---- | ---- | ---- |
| Populație | 231  | 270  | 338  | 382  | 514  | 575  |